# Бістріца-Биргеулуй
Бістріца-Биргеулуй (рум. Bistrița Bârgăului) — село у повіті Бистриця-Несеуд в Румунії. Адміністративний центр комуни Бістріца-Биргеулуй.
Село розташоване на відстані 325 км на північ від Бухареста, 21 км на північний схід від Бистриці, 100 км на північний схід від Клуж-Напоки.

## Населення
За даними перепису населення 2002 року у селі проживали 3996 осіб.
Національний склад населення села:
| Національність | Кількість осіб | Відсоток |
| -------------- | -------------- | -------- |
| румуни         | 3971           | 99,4%    |
| угорці         | 12             | 0,3%     |
| цигани         | 6              | 0,2%     |

Рідною мовою назвали:
| Мова      | Кількість осіб | Відсоток |
| --------- | -------------- | -------- |
| румунська | 3980           | 99,6%    |
| циганська | 6              | 0,2%     |
| угорська  | 5              | 0,1%     |